# Eden (альбом Cupcakke)
Eden — четвёртый студийный альбом американской хип-хоп-исполнительницы Cupcakke, выпущенный в ноябре 2018 года.
Альбом получил положительные отзывы критиков, на сайте-агрегаторе Metacritic пластинка имеет 77 баллов из 100, основанных на пяти рецензиях. В поддержку альбома было выпущено два сингла «Quiz» и «Blackjack». Альбом также продвигался синглом «Hot Pockets», но этот сингл не был включен в альбом.
В поддержку альбома исполнительница также отправилась в тур «The Eden Tour».
Название альбома можно перевести с английского как «Эдем», также Eden — это среднее имя Cupcakke.

## Список композиций
| №                   | Название            | Автор(ы)                      | {{{extra_column}}}  | Длительность |
| ------------------- | ------------------- | ----------------------------- | ------------------- | ------------ |
| 1.                  | «PetSmart»          | Элизабет Харрис, Mike Kalombo | Mike Kalombo        | 3:37         |
| 2.                  | «Cereal and Water»  | Элизабет ХаррисOmer           | Turreekk            | 2:58         |
| 3.                  | «Quiz»              | Элизабет Харрис               | Turreekk            | 2:18         |
| 4.                  | «Garfield»          | Элизабет Харрис               | Def Starz           | 3:37         |
| 5.                  | «Dangled»           | Элизабет Харрис, Mike Kalombo | Mike Kalombo        | 2:59         |
| 6.                  | «Starbucks»         | Элизабет Харрис               | Def Starz           | 2:35         |
| 7.                  | «Typo»              | Элизабет Харрис               | Turreekk            | 2:30         |
| 8.                  | «Prenup»            | Элизабет Харрис               | Def Starz           | 3:25         |
| 9.                  | «Blackjack»         | Элизабет Харрис               | Bizness Boi         | 3:12         |
| 10.                 | «Fabric»            | Элизабет Харрис               | Turreekk            | 2:21         |
| 11.                 | «Don’t Post Me»     | Элизабет Харрис               | Turreekk            | 2:14         |
| 12.                 | «A.U.T.I.S.M»       | Элизабет Харрис               | Turreekk            | 1:58         |
| Общая длительность: | Общая длительность: | Общая длительность:           | Общая длительность: | 33:44        |